# Соболівська сільська рада (Романівський район)
Соболівська сільська рада — колишня адміністративно-територіальна одиниця та орган місцевого самоврядування у Чуднівському, Романівському (Миропільському, Дзержинському), Довбишському (Мархлевському, Щорському) районах і Житомирській міській раді Волинської округи, Київської й Житомирської областей Української РСР та України з адміністративним центром у с. Соболівка.

## Населені пункти
Сільській раді були підпорядковані населені пункти:
- с. Соболівка
- с. Вила

## Населення
Кількість населення ради станом на 1923 рік становила 1 651 особу, кількість дворів — 296.
Кількість населення сільської ради станом на 1924 рік становила 1 968 осіб.
Станом на 1927 рік кількість населення сільської ради становила 1 111 осіб, з них 757 (68,8 %) — особи польської національності. Кількість селянських господарств — 217.
Кількість населення ради, станом на 1931 рік, становила 1 220 осіб.
Відповідно до результатів перепису населення СРСР, кількість населення ради станом на 12 січня 1989 року становила 573 особи.
Станом на 5 грудня 2001 року, відповідно до перепису населення України, кількість мешканців сільської ради становила 498 осіб.

## Склад ради
Рада складалася з 15 депутатів та голови.

## Історія
Створена 1923 року в складі сіл Жовта Річка, Жовтий Брід, Соболівка та хуторів Брачки, Розвертень і Рудницького Чуднівської волості Полонського повіту Волинської губернії. 23 лютого 1924 року, відповідно до рішення Волинської ГАТК (протокол № 7/2 «Про зміни меж округів, районів та сільрад»), х. Рудницького переданий до складу Дранецько-Хатківської сільської ради Чуднівського району. 22 травня 1925 року затверджена як польська національна сільська рада. 1 вересня 1925 року в с. Жовтий Брід утворено окрему Жовто-Брідську сільську раду Довбишського району. На 1 жовтня 1941 року с. Жовта Річка та х. Розвертень не перебували на обліку населених пунктів.
Станом на 1 вересня 1946 року сільська рада входила до складу Довбишського району Житомирської області, на обліку в раді перебували с. Соболівка та х. Брачки.
11 серпня 1954 року, відповідно до указу Президії Верховної ради Української РСР «Про укрупнення сільських рад по Житомирській області», підпорядковано села Вила та Жовтий Брід ліквідованих Вилівської та Жовтобрідської сільської рад Довбишського району. 29 квітня 1958 року, відповідно до рішення Житомирського облвиконкому «Про внесення змін в адміністративно-територіальний поділ Дзержинського і Ємільчинського районів», с. Жовтий Брід підпорядковано Прутівській сільській раді Дзержинського району. 29 вересня 1960 року, відповідно до рішення Житомирського облвиконкому № 985 «Про вилучення з обліку деяких населених пунктів області», х. Брачки знятий з обліку населених пунктів.
На 1 січня 1972 року сільська рада входила до складу Дзержинського району Житомирської області, на обліку в раді перебували села Вила та Соболівка.
Виключена з облікових даних 17 липня 2020 року. Територію та населені пункти ради, відповідно до розпорядження Кабінету Міністрів України № 711-р від 12 червня 2020 року «Про визначення адміністративних центрів та затвердження територій територіальних громад Житомирської області», включено до складу Романівської селищної територіальної громади Житомирського району Житомирської області.
Входила до складу Чуднівського (7.03.1923 р.), Романівського (Миропільського, Дзержинського, 27.06.1925 р., 28.11.1957 р.), Довбишського (Мархлевського, Щорського, 1.09.1925 р., 14.05.1939 р.) районів та Житомирської міської ради (17.10.1935 р.).